# Håkon VI.

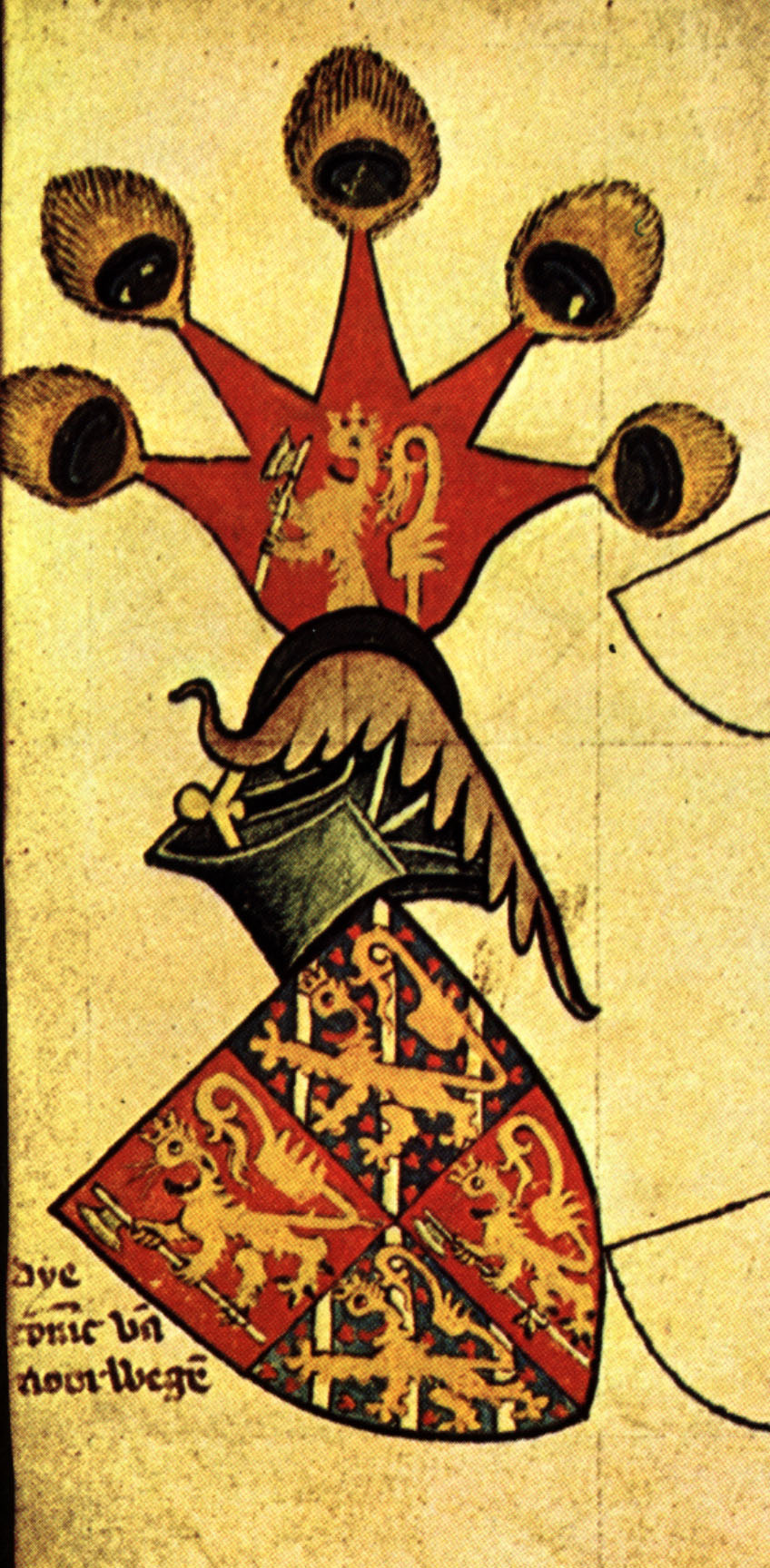
Wappen von Håkon VI. als König von Norwegen und Schweden

Håkon VI. Magnusson (* um 1341; † 1380) war König von Norwegen, Mitkönig von Schweden 1362–64, Sohn von König Magnus Eriksson von Schweden und Norwegen und Blanche von Namur.

## Leben

### König von Norwegen
1343 ernannte Magnus Eriksson seinen zweijährigen Sohn zum König von Norwegen. 1355 wurde Haakon nach norwegischem Recht mit 14 Jahren mündig und trat damit die Regierung an. Sein nach schwedischem Recht noch minderjähriger Bruder Erik war als Thronfolger für Schweden vorgesehen. Sein Vater Magnus behielt aber das Gebiet um Tønsberg, Island, die Orkneys, Shetland, die Färöer und Hålogaland, was praktisch das gesamte Nord-Norwegen bedeutete. Außerdem herrschte Magnus weiterhin über Ostnorwegen und Westschweden, darunter das zentrale Båhus-Schloss auf Grund der Morgengabe an Blanche von Namur.

### Verlobung mit Margarethe
Waldemar Atterdag versuchte vergeblich, die Gelegenheit des Aufstandes von Håkons Bruder Erik 1356 gegen seinen Vater um die schwedische Krone zu nutzen, um Schonen wieder zurückzugewinnen. 1359 versöhnten sich die beiden Könige und besiegelten den neuen Frieden mit der Verlobung zwischen Håkon und der Tochter Waldemars, Margarete. Bei dieser Gelegenheit bekam Herzog Erich von Sachsen-Lauenburg das Schloss Båhus.

### Mitkönig in Schweden
1359 starben der Bruder Erik und kurz darauf dessen schwangere Frau Beatrix, ohne Erben zu hinterlassen. Magnus zog unverzüglich den bisherigen Herrschaftsbereich Eriks ein. 1360 gelang es Waldemar Atterdag, Skåne zurückzugewinnen. Dies erzeugte den Unwillen des schwedischen Adels und machte auch die Hanse und die norddeutschen Gebiete unruhig, da Dänemark nunmehr den Øresund kontrollierte. Magnus verbündete sich mit der Hanse, um Skåne zurückzugewinnen, doch das missglückte. Stattdessen setzte ihn sein Sohn Håkon im Schloss Kalmar gefangen. Nach einem Vergleich wurde er wieder freigelassen, und Håkon wurde am 15. Februar 1362 an Stelle seines toten Bruders und neben seinem Vater schwedischer König.

### Heirat mit Margarethe
Sein Vater war nun mit dem dänischen König Waldemar Atterdag zerstritten und löste die Verlobung zwischen seinem Sohn und dessen Tochter und verlobte ihn mit der holsteinischen Grafentochter Elisabeth, wohl, um mit dieser Allianz Dänemark in die Zange zu nehmen. Doch die Ehe kam nicht zustande. Es folgte nämlich eine erneute Kursänderung, und die Bestrebung einer dynastischen Verbindung mit Dänemark führte 1363 zur Ehe von Håkon und Margarete von Dänemark, mit der er den Sohn Olav hatte. Elisabeth verlor die Aussicht auf den norwegischen Thron und heiratete später, als Ergebnis eines Bündnispaktes zwischen den holsteinischen Schauenburgern und den mecklenburgischen Obodriten, Albrecht IV. von Mecklenburg.

### Verlust Schwedens
1363 setzte der schwedische Reichsrat Magnus ab und bot Albrecht von Mecklenburg, als Sohn von Magnus′ Schwester nach Håkon zweiter in der Thronfolge, die Krone an. Albrecht fiel mit Unterstützung der norddeutschen Fürsten in Schweden ein und wurde 1364 gekrönt.
1365 fiel Magnus in der Schlacht bei Gata in Albrechts Hände. Damit war Håkon Alleinherrscher über Norwegen und die Gebiete der dem König treu gebliebenen Folkunger. Håkon schloss eine Allianz mit Waldemar Atterdag, da beide gleiche Interessen gegenüber dem schwedischen König, der Hanse und den norddeutschen Fürsten verfolgten.
1370 strebte Håkon nach Verhandlungen mit König Albrecht über die Freilassung seines Vaters. Gleichzeitig suchte eine schwere Pestepidemie Oslo und Umgebung heim, so dass die Versorgung der Bevölkerung zusammenbrach. Um seinen Verhandlungen Nachdruck zu verleihen, hatte er eine allgemeine Mobilmachung für südnorwegische Gebiete angeordnet. Doch die Pest verhinderte die Aufstellung ausreichender Truppen.
Im Jahr darauf erhoben sich die Schweden gegen die Mecklenburger. Mit Unterstützung der Aufständischen gelang es Håkon, mit seinem Heer Stockholm zu belagern. Da kam es dann zu einem Vertrag, in welchem Håkon auf Schweden verzichtete und seinen Vater für einen Betrag zwischen 6.000 und 8.000 gediegene Mark frei bekam. Dafür wurde die Festung Båhus verpfändet. Nach seiner Freilassung zog Magnus nach Bergen.

### Beziehung zur Kirche
1371 starb dort der Bischof Benedikt Ringstad und Papst Gregor XI. ernannte Jakob Jensson, wahrscheinlich ein Däne, vorher päpstlicher Pönitentiar für Dakien. Er war einer von den vier norwegischen Bischöfen, die ihre Karriere in der päpstlichen Kurie begonnen hatten und war Dominikaner. Er war offenbar mit der königlichen Familie schon vorher befreundet gewesen und verschaffte ihr einige Päpstliche Privilegien. Eines davon war, dass für den König vor Tagesgrauen eine Messe gelesen werden durfte, wenn seine Geschäfte dies erforderten – für den frommen König in einem Land mit langen Nächten und kurzen Tagen im Winter von besonderer Wichtigkeit, wenn er unterwegs war.

### Innenpolitik
Sein Bemühen galt zunächst der wirtschaftlichen Stabilisierung Norwegens. Er konzentrierte zur besseren Kontrolle den Handel mit dem Ausland durch Erteilung von Privilegien auf wenige Küstenstädte. Der Landflucht in den lukrativeren Handel, die die Pachteinnahmen aus der Landwirtschaft schmälerte, begegnete er durch das Verbot für alle, die weniger als 15 forngilde Mark Eigenkapital besaßen, Handel zu treiben. Er führte einen Zoll auf den Warenimport aus Island ein.

### Der Tod des Vaters
Als der König Håkon mit seinem Sohn Olav und Margarethe im Herbst 1374 nach einem Besuch in Dänemark zurückkehrten, fuhren sie nach Tønsberg. Dorthin wollte auch Magnus kommen, um mit ihnen gemeinsam Weihnachten zu feiern. Der Herbst war sehr stürmisch und das königliche Schiff sank am 1. Dezember 1374 bei der Einfahrt in den Bømlofjord. Die Leiche von Magnus II. war die einzige, die gefunden wurde.

### Tod
Håkon starb 1380 und wurde in der Marienkirche von Oslo begraben. Nach seinem Tod wurde sein Sohn als Olav IV. König von Norwegen. Da dieser jedoch noch minderjährig war, übernahm Margarethe die Regentschaft und begründete somit die Union zwischen Norwegen und Dänemark, die bis 1814 dauerte.